# سیمون ترونچین
سیمون ترونچین (انگلیسی: Simone Tronchin؛ زادهٔ ۱۷ اکتبر ۲۰۰۲) بازیکن فوتبال است.